# السباحة لذوي الاحتياجات الخاصة

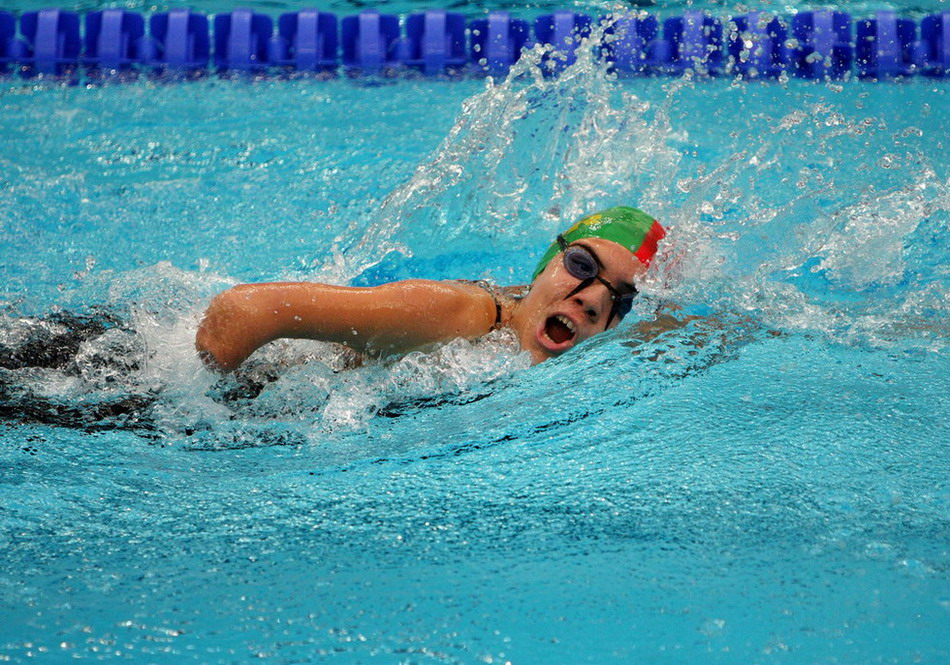
السباحة في الألعاب البارالمبية الصيفية 2008

السباحة لذوي الاحتياجات الخاصة أو السباحة البارالمبية هي تعديل لرياضة السباحة للرياضيين ذوي الإعاقة. يتنافس السباحون البارالمبيون في الألعاب البارالمبية الصيفية وغيرها من المنافسات الرياضية حول العالم، وتخضع هذه الرياضة لإشراف اللجنة البارالمبية الدولية. يتنافس كل من الرجال والنساء في رياضة السباحة لذوي الاحتياجات الخاصة، حيث يتسابقون ضد منافسين من نفس جنسهم. كانت السباحة جزءًا من برنامج الألعاب البارالمبية منذ دورة الألعاب الأولمبية الصيفية عام 1960 في روما بإيطاليا.

## القواعد
تستند قواعد هذه الرياضة إلى تلك التي وضعها الاتحاد الدولي للسباحة (FINA). يتنافس السباحون في سباقات فردية تشمل سباحة الظهر، وسباحة الصدر، وسباحة الفراشة ، وسباحة حرة، وسباحة فردية متنوعة، وكفرق في سباقات التتابع. في الألعاب البارالمبية وبطولات العالم وغيرها من المسابقات على مستوى النخبة، يتنافس السباحون في حوض سباحة بحجم أولمبي.

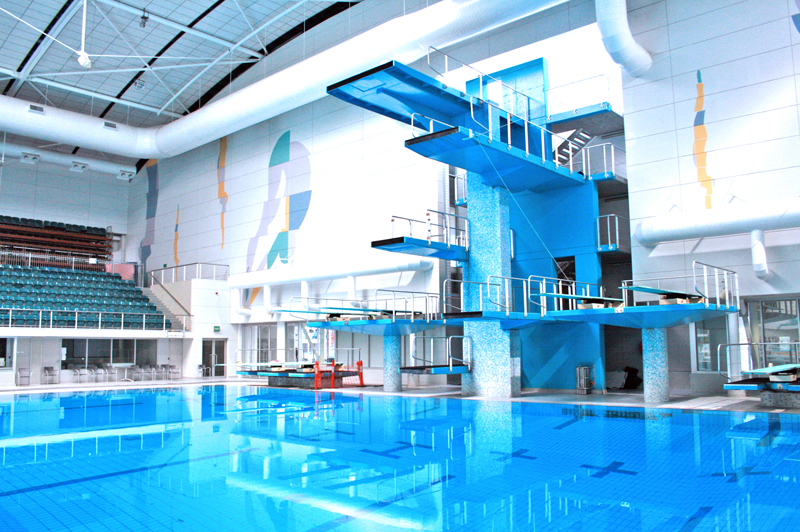
حوض سباحة مع منصات غوص متعددة

تتضمن الفروق الرئيسية بين السباحة للأشخاص الأصحاء والسباحة لذوي الاحتياجات الخاصة موضع الانطلاق والتعديلات المسموح بها للسباحين ذوي الإعاقة البصرية. يمكن للمنافسين بدء السباق إما بالوقوف على المنصة والقفز في المسبح، كما هو الحال في السباحة لغير ذوي الاحتياجات الخاصة، أو بالجلوس على المنصة والقفز، أو بدء السباق في الماء. في الفعاليات المخصصة للمكفوفين وضعاف البصر، يقف أشخاص يُطلق عليهم "المساعدون" في نهاية المسبح ويستخدمون عصا للنقر على السباحين السباحين عند اقترابهم من الحائط، مما يشير إلى متى يجب على السباح أن يلتف أو ينهي السباق. لا يُسمح بارتداء الأطراف الصناعية أو الأجهزة المساعدة خلال المنافسة.

## التصنيف

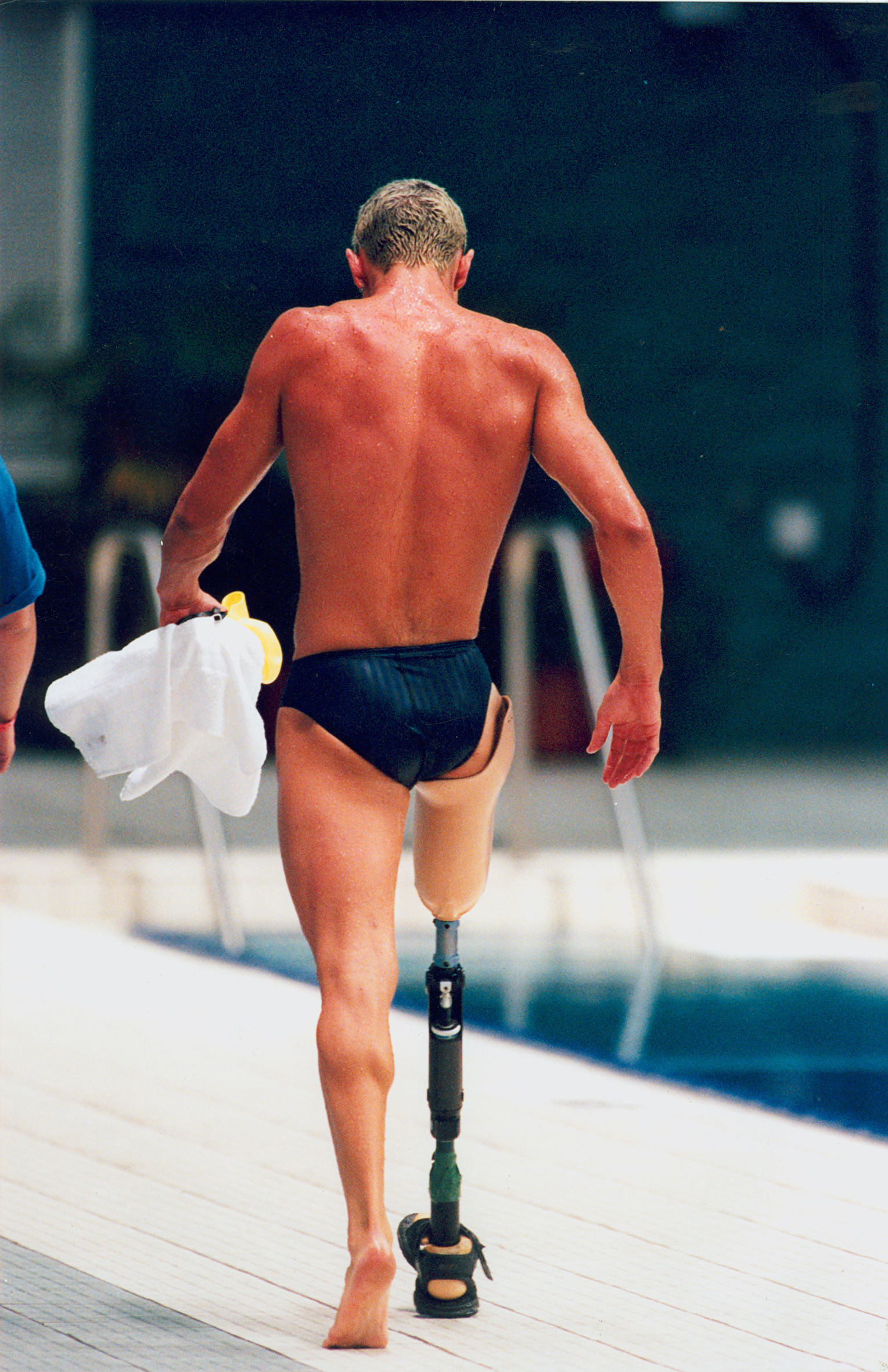
السباح الأسترالي كاميرون دي بورغ في دورة الألعاب البارالمبية الصيفية عام 1996 في أتلانتا، الولايات المتحدة الأمريكية.

يُصنَّف السباحين وفقًا لنوع ومدى إعاقتهم. يسمح نظام التصنيف للسباحين بالتنافس ضد الآخرين بمستوى أداء مماثل.
تُخصص فئات للسباحين ذوي الإعاقات الجسدية تتراوح بين 1 و10، حيث تشير الفئة 1 إلى أشد أنواع الإعاقة. تشمل الإعاقات الجسدية للسباحين البارالمبيين فقدان طرف واحد أو أكثر، الشلل الدماغي، إصابات الحبل الشوكي، قصر القامة، والإعاقات التي تؤثر على استخدام المفاصل.
يتنافس السباحون المكفوفون وذوو الإعاقة البصرية في فئات منفصلة، حيث تخصص الفئات 11 و12 و13. فتشير الفئة 11 إلى السباحين المكفوفين تمامًا، بينما يتنافس السباحون في الفئة 12 مع ضعف بصري شديد ولكن ليس كليًا. يُطلب من السباحين في الفئة 11 استخدام نظارات معتمة لضمان مستوى متساوٍ بين المنافسين، بينما يكون استخدام المساعدين اختياريًا بالنسبة للفئات 12 و13.
السباحون من ذوي الإعاقات الذهنية يتنافسون في الفئة 14، في حين يتنافس السباحون الصم وضعاف السمع في الفئة 15.

## الفعاليات
تتضمن الفعاليات الرئيسية في السباحة البارالمبية الألعاب البارالمبية الصيفية، وبطولات العالم للسباحة البارالمبية، وبطولات أوروبا للسباحة البارالمبية، وسلسلة السباحة البارالمبية العالمية.

## بطولات السباحة البارالمبية العالمية
المصدر:
أطلقت البطولات العالمية للسباحة لأول مرة في عام 2017.
1. بطولة العالم للسباحة البارالمبية 2017 - 5 محطات
2. بطولة العالم للسباحة البارالمبية 2018 - 6 محطات
3. بطولة العالم للسباحة البارالمبية 2019 - 7 محطات
4. بطولة العالم للسباحة البارالمبية 2020 - 7 محطات (5 منها ألغيت بسسب الجائحة)
5. بطولة العالم للسباحة البارالمبية 2021 - 4 محطات
6. بطولة العالم للسباحة البارالمبية 2022 - 6 محطات
7. بطولة العالم للسباحة البارالمبية 2023 - 8 محطات

### 2017
المصدر:
بطولة العالم للسباحة البارالمبية 2017
1. كوبنهاغن، الدنمارك: 11-12 مارس
2. ساو باولو، البرازيل: 21-23 أبريل
3. شيفيلد، بريطانيا: 27-30 أبريل
4. إنديانابوليس، الولايات المتحدة: 9-11 يونيو
5. برلين، ألمانيا: 6-9 يوليو

### 2018
المصدر:
بطولة العالم للسباحة البارالمبية 2018
1. كوبنهاغن، الدنمارك: 2-4 مارس
2. إنديانابوليس، الولايات المتحدة: 19-21 أبريل
3. ساو باولو، البرازيل: 26-28 أبريل
4. ليجنانو سابيادورو، إيطاليا: 24-27 مايو
5. شيفيلد، بريطانيا: 31 مايو-3 يونيو
6. برلين، ألمانيا: 7-10 يونيو

### 2019
المصدر:
بطولة العالم للسباحة البارالمبية 2019
1. ملبورن، أستراليا: 15-17 فبراير
2. إنديانابوليس، الولايات المتحدة: 4-6 أبريل
3. ساو باولو، البرازيل: 26-28 أبريل
4. غلاسكو، بريطانيا: 25-28 أبريل
5. سنغافورة: 10-12 مايو
6. ليجنانو سابيادورو، إيطاليا: 30 مايو-2 يونيو
7. برلين، ألمانيا: 6-9 يونيو

### 2020
المصدر:
بطولة العالم للسباحة البارالمبية 2020
1. ملبورن، أستراليا: 14-16 فبراير
2. ليجنانو سابيادورو، إيطاليا: 27 فبراير-1 مارس (ألغيت)
3. ساو باولو، البرازيل: 25-28 مارس (ألغيت)
4. شيفيلد، بريطانيا: 9-12 أبريل (ألغيت)
5. إنديانابوليس، الولايات المتحدة: 16-18 أبريل (ألغيت)
6. سنغافورة: 1-3 مايو (ألغيت)
7. برلين، ألمانيا: 15-18 أكتوبر (مواعيد جديدة)

### 2021
المصدر:
بطولة العالم للسباحة البارالمبية 2021
1. شيفيلد، بريطانيا: 8-11 أبريل
2. لويزفيل، الولايات المتحدة: 15-17 أبريل
3. ليجنانو سابيادورو، إيطاليا: 17-18 أبريل
4. برلين، ألمانيا: 17-20 يونيو

### 2022
المصدر:
بطولة العالم للسباحة البارالمبية 2022
1. أبردين، بريطانيا: 17-20 فبراير
2. ملبورن، أستراليا: 18-20 فبراير
3. ليجنانو سابيادورو، إيطاليا: 11-13 مارس
4. برلين، ألمانيا: 31 مارس-3 أبريل
5. إنديانابوليس، الولايات المتحدة: 7-9 أبريل

### 2023
المصدر:
بطولة العالم للسباحة البارالمبية 2023
1. أستراليا: 17-19 فبراير
2. ليجنانو سابيادورو: 9-12 مارس
3. بريطانيا العظمى: 16-19 مارس
4. الولايات المتحدة: 20-22 أبريل
5. سنغافورة: 29 أبريل-1 مايو
6. برلين: 11-14 مايو
7. فرنسا: 26-28 مايو
8. المكسيك: 5-8 أكتوبر

## وصلات خارجية
- السباحة البارالمبية العالمية